# Droga krajowa 80 (Australia)
Droga krajowa 80 – numeryczne oznaczenie dwóch australijskich dróg przebiegających na obszarze Terytorium Północnego i w stanie Australii Zachodniej, o łącznej długości 675 km.
Nazwy własne dróg, wchodzących w skład drogi krajowej nr 80
- Buchanan Highway[1]
- Duncan Road[2]